# Stepan Semënovič Kutorga
Stepan Semënovič Kutorga (in russo Степан Семёнович Куторга?; 1806 – 1861) è stato uno zoologo e paleontologo russo.
Fu il primo direttore attivo del Museo del Dipartimento di zoologia presso l'Università di San Pietroburgo, dal 1833 fino all'anno della sua morte (1861). Gli succedette Karl Kessler, precedentemente suo studente. Sotto la direzione di Kutorga il museo ampliò notevolmente le sue collezioni, in particolare riguardo agli esemplari di uccelli. Kutorga fu un eminente ornitologo e un brillante anatomista. 
Tra i suoi lavori, da ricordare anche i primi studi sui rettili - mammiferi della Russia, pubblicati nel 1838; Kutorga fu il primo studioso a constatare una somiglianza tra gli antichi terapsidi e i mammiferi veri e propri. Descrisse il genere Syodon sulla base di un singolo canino e ne intuì la parentela con i mammiferi. Questa sua capacità intuitiva basata su rigorosi studi di anatomia ricordano quella di un altro studioso suo coevo, ben più famoso: Georges Cuvier.